# Ataque contra a embaixada de Israel em Buenos Aires em 1992
O ataque à embaixada de Israel em Buenos Aires foi um atentado suicida contra a sede da embaixada israelense da Argentina, localizada em Buenos Aires, que foi realizado em 17 de março de 1992. Vinte e nove civis foram mortos no ataque e 242 pessoas ficaram feridas.

## O ataque
Em 17 de março de 1992, às 14h42 (UTC-3), uma caminhonete conduzida por um homem-bomba e carregada de explosivos quebrou na frente da embaixada de Israel, localizada na esquina de Arroyo e Suipacha, e detonou. A embaixada, uma igreja católica e um prédio escolar próximo foram destruídos. Quatro israelenses morreram, mas a maioria das vítimas eram civis argentinos, muitas delas crianças. A explosão matou 29 pessoas e feriu outras 242. Foi o ataque terrorista mais mortal da Argentina até o bombardeio da AMIA de 1994 e continua sendo o ataque mais mortal contra uma missão diplomática israelense.

### Fatalidades
O padre Juan Carlos Brumana foi uma das pessoas mortas no atentado suicida. Ele morreu na Igreja Católica Mater Admirabilis, que fica em frente à embaixada. Entre os mortos, havia duas mulheres israelenses que eram esposas do cônsul e primeiro secretário da embaixada.

## Responsabilidade
Um grupo chamado Organização da Jihad Islâmica, que foi associado ao Irã e possivelmente ao Hezbollah, reivindicou a responsabilidade; o motivo declarado para o ataque foi o assassinato de Israel do secretário-geral do Hezbollah, Sayed Abbas al-Musawi, em fevereiro de 1992. A Jihad Islâmica também lançou imagens de vigilância que levaram da embaixada antes da explosão.
Após o bombardeio, Israel enviou pesquisadores à Argentina para procurar pistas. Eles descobriram que os bombardeiros planejavam o ataque na área da tríplice fronteira, onde as fronteiras da Argentina, Paraguai e Brasil se encontram e que tem uma grande população muçulmana. As mensagens interceptadas pela Agência de Segurança Nacional dos Estados Unidos revelaram o conhecimento iraniano de um ataque iminente, bem como a cumplicidade do operário Imad Mughniyah do Hezbollah. De fato, Mugniyeh foi formalmente acusado pela Argentina de participar nos bombardeios da embaixada israelense.
Em maio de 1998, Moshen Rabbani (o attaché cultural na embaixada iraniana na Argentina até dezembro de 1997) foi detido na Alemanha e o governo argentino expulsou sete diplomatas iranianos do país, afirmando que tinha "prova convincente" do envolvimento iraniano no bombardeio. No entanto, nenhum dos suspeitos foi processado. De fato, o ataque ocorreu quando o Irã e a Argentina esperavam uma retomada da cooperação nuclear, embora a Argentina anunciasse a suspensão dos embarques de materiais nucleares para o Irã alguns meses antes do bombardeio. Uma série de fontes relatam o envolvimento do Hezbollah com a assistência da Síria. O Hezbollah nega essas afirmações.
Em 1999, o governo argentino emitiu um mandado de prisão contra Imad Mugniyah em conexão com este ataque e o bombardeio da AMIA em 1994 em Buenos Aire, que matou 85 pessoas. Suspeita-se que os dois ataques estão ligados.